# Live (álbum de Face to Face)
Live é o primeiro álbum ao vivo da banda Face to Face, lançado em 27 de Janeiro de 1998.

## Faixas
1. "Walk the Walk"
2. "I Want"
3. "Blind"
4. "I'm Not Afraid"
5. "It's Not Over"
6. "I Won't Lie Down"
7. "You Lied"
8. "Ordinary"
9. "I'm Trying"
10. "Telling Them" (cover de Social Distortion)
11. "Don't Turn Away"
12. "A.O.K."
13. "Complicated"
14. "Not For Free"
15. "Pastel"
16. "Do You Care"
17. "Dissension"
18. "You've Done Nothing"

## Créditos
- Trever Keith — Guitarra, vocal
- Chad Yaro — Guitarra, vocal de apoio
- Matt Riddle — Baixo, vocal de apoio
- Rob Kurth — Bateria, vocal de apoio